# Championnats du monde de lutte 2000
Les  Championnats du monde de lutte 2000 se sont tenus du 1er au 3 septembre 2000 à Sofia ; seules les épreuves de lutte féminine se sont tenues. 

## Femmes
| Épreuves | Or                        | Argent                  | Bronze                |
| -------- | ------------------------- | ----------------------- | --------------------- |
| 46 kg    | Iryna Melnik (UKR)        | Inga Karamchakova (RUS) | Carol Huynh (CAN)     |
| 51 kg    | Hitomi Sakamoto (JPN)     | Patricia Miranda (USA)  | Ida Hellström (SWE)   |
| 56 kg    | Seiko Yamamoto (JPN)      | Tetyana Lazareva (UKR)  | Jennifer Ryz (CAN)    |
| 62 kg    | Nikola Hartmann (AUT)     | Rena Iwama (JPN)        | Stéphanie Groß (GER)  |
| 68 kg    | Kristie Marano (USA)      | Anna Shamova (RUS)      | Tomoe Miyamoto (JPN)  |
| 75 kg    | Christine Nordhagen (CAN) | Edyta Witkowska (POL)   | Kyoko Hamaguchi (JPN) |